# اندیس قاش سیدی
قاش سیدی یک اندیس مصالح ساختمانی است که در حوالی شهر چادگان استان چهارمحال و بختیاری قرار دارد و مادهٔ معدنی موجود در آن، مرمریت است.